# Lébedev (Krasnodar)
Lebedev (del ruso: Лебедев) es un selo del raión de Gulkévichi del krai de Krasnodar, en el sur de Rusia. Está situado en la orilla derecha del río Zelenchuk Treti, 19 km al suroeste de Gulkévichi y 125 km al este de Krasnodar, la capital del krai. Tenía 87 habitantes en 2010. Perteneciente al municipio de Nikolenskoye.